# Стрето
Италијански термин стрето (stretto; : []; плурал: stretti) има два различита значења у музици:
1. У фуги, стрето (Engführung) је имитација теме у блиском следу, тако да одговор улази пре него што се тема заврши.[1]
2. У композицијама које нису фуге, стрето (понекад се пише и stretta) је одломак, често на крају арије или става, у бржем темпу.[1][2] Примери укључују крај Листове трансценденталне етиде бр. 10, крај последњег става Бетовенове Пете симфоније; такт 227 Шопенове Баладе бр. 3; тактове 16-18 његовог Прелида бр. 4 у е-молу; и такт 26 његове Етиде оп. 10, бр. 12, „Револуционарна”.

## Стрето у фуги
Термин стрето потиче од италијанског прошлог партиципа глагола stringere, што значи „уско”, „тесно” или „близу”. Примењује се у блиском низу излагања теме у фуги, посебно у завршном делу. У стрету, тема се представља у једном гласу, а затим имитира у једном или више других гласова, при чему имитација почиње пре него што се тема заврши. Тема се стога контрапунктски преклапа сама са собом. Стрето се обично користи пред крај фуге, где „нагомилавање” два или више временски померених излагања теме на климатичан начин сигнализира долазак закључка фуге.
На пример, фуга у Це-дуру из Добро темперовани клавир Ј. С. Баха, Књига 1 (BWV 846) почиње са почетним низом излагања теме, свако на размаку од шест откуцаја:
Како се музички ток развија, размак између улазака се смањује на два откуцаја:
У завршним тактовима, уласци су још ближи, где горња два гласа следе на размаку од само једног откуцаја:
Комплетну фугу у Це-дуру можете послушати овде:
У другим случајевима, стрето служи за приказивање контрапунктске вештине, као у Фуги бр. 9 у Е-дуру, BWV 878, где Бах након традиционалне експозиције (тема праћена контрасубјектом) уводи контраекспозицију у којој тема прати саму себе, у стрету, након чега контрасубјект прати сам себе.
Технике стрета у фуги могу се наћи и у делима која сама по себи нису фуге, као што је бурно финале Хајдновог Квартета у Ес-дуру, оп. 76, бр. 6. У следећем одломку, тактови 119–132, тема је изложена у првој виолини уз једноставну пратњу акорда на ненаглашеним деловима такта (тактови 119–122). Када се понови у тактовима 127–132, виола и виолончело воде са темом, а виолине их прате на размаку од једног откуцаја. Ово има ефекат „заувек заваравања слушаоца о томе где долази главни откуцај”.